# Улицы Бенрата (Дюссельдорф)
В Бенрате (одном из районов Дюссельдорфа) насчитывается 98 улиц и площадей.

## А
1. Am Buchholzer Busch (Ам Буххольцер Буш, по-русски — «У буковых кустов»). Расположена между улицами Hildener Straße (Хильденер Штрассе, по-русски — улица Хильдена) и Güstrower Straße (Гюстровер Штрассе, по-русски — улица Гюстрова). Название утверждено 30 января 1952 года. Улица названа по росшему здесь в Средние века буковому лесу. Объекты и достопримечательности: река Иттер.
- Карта на Openstreetmap.
- Фотографии на Викискладе.

2. Am Grünhof (Ам Грюн-хоф, по-русски — «У зелёной усадьбы»). Новый тупиковый переулок, имеющий выход на улицу Хильдена (Хильденер-штрассе, Hildenerstraße). Появился на карте Бенрата в 90-е годы XX века в период комплексной жилой застройки пустовавшего зелёного уголка, отсюда и название переулка. Протяжённость 348 м. Объекты и достопримечательности: малое предприятие «Северная древесина».
- Карта на openstreetmap.
- Фотографии на Викискладе.

3. Am Mönchgraben (Ам Мёнх-грабен, по-русски — «У монашеского рва»). Расположена между улицей Paulsmühlenstraße (Паульсмюлен-штрассе, по-русски — улица Мельницы Павла) и улицей Forststraße (Форст-штрассе, по-русски — улица Лесная. Названа 16 сентября 1971 года. «Монашеским рвом» ранее назывался небольшой ручей, протекавший на месте современной улицы. Объекты и достопримечательности: католический детсад, религиозный памятник «Каменный крест».
- Карта на openstreetmap.
- Фотографии на Викискладе.

4. Am Pritschauhof (Ам Притшау-хоф, по-русски — «У усадьбы нар»). Улица протягивается от Friedhofstraße (Фридхоф-штрассе, по-русски — «Кладбищенская улица») на северо-запад. Названа 25 июня 1964 года. Пересекает территорию бывшей здесь ранее усадьбы Притшаухоф. Название улицы указывает, что ранее на месте усадьбы располагалась воинская казарма). Длина — 79 метров. Покрытие — асфальт. Имеется освещение. Рядом с улицей (к северо-востоку от неё) находится географический (геометрический) цент Бенрата.
- Карта на openstreetmap.
- Фотографии на Викискладе.

5. Am Schönenkamp (Ам Шёнен-камп, по-русски — «У прекрасного поля»). Значительная по протяжённости улица. Простирается от улицы Deutzer Straße (Дойцер Штрассе, по-русски — улица Дойца (район Кёльна) в административном районе Хассельс (Hassels) через Бенрат до границы с городом Хильден (Hilden). До слияния Бенрата с Дюссельдорфом в 1929 году называлась улицей Эллера (Эллер-штрассе, Ellerstraße)а. Название связано с названием находившейся здесь ранее помещичьей усадьбы. Первоначально улица была короче. Первое продление состоялось 17 сентября 1964 года, а второе (до Хюльзен-штрассе, Hülsenstraße в Хильдене) — 29 августа 1980 года.
- Карта на openstreetmap.
- Фотографии на Викискладе.

6. Am Wald (Ам Вальд, по-русски — «У леса»). Протягивается от Паульсмюлен-штрассе (Paulsmühlenstraße) до улицы Лесной (Форст-штрассе, Forststraße) и даже немного дальше. Первоначально действительно рядом с ней находился Бенратский лес, но в связи со строительством параллельной улицы «У монашеского рва» и автобана «А 59» потеряла с ним связь. Названа в 1929 году, до этого называлась Лесной улицей (Вальд-штрассе, Waldstraße).
- Карта на openstreetmap.
- Фотографии на Викискладе.

7. Am Wasserturm (Ам Вассер-турм, по-русски — "У водонапорной башни"). Протягивается от "Im Diepental" (Им Дипенталь) до "Benrather Schloßufer" (Бенратер Шлоссуфер). Названа 13 ноября 1957 года. В 1902 году была построена, а в 1957 году разрушена водонапорная башня вблизи Рейна, за дворцовым парком Бенрат. Долгое время она была одним из архитектурных символов Бенрата.
- Карта на openstreetmap.
- Фотографии на Викискладе.

8. An der Dankeskirche (Ан дер Данкес-кирхе, по-русски — "У церкви Благодарения"). Расположена между улицами Weststraße (Вест-штрассе, по-русски — "Западная улица") и Calvinstraße (Кальвин-штрассе, по-русски улица Кальвина). Названа в 1930 году, в адресной книге с 1933 года. На улицу выходит часть евангелической церкви Благодарения, построенной в 1914—1915 годах по планам профессора Пютцера (Pützer) и инженера Лионела Венера (Lyonel Wehner). На улице находится охраняемая законом липовая аллея AL-D-0089.
- Карта на openstreetmap.
- Фотографии на Викискладе.

9. Ansbacher Straße (Ансбахер Штрассе, по-русски — улица Ансбаха). Расположена между улицами Marbacher Straße (Марбахер Штрассе, по-русски — улица Марбаха) и Wimpfener Straße (Вимпфенер Штрассе, по-русски — улица Вимпфена). Названа 1 декабря 1937 года. Ансбах на Рецате (Ansbach an der Rezat) — город в Средней Франконии, являлся с 1363 года столицей имперского княжества Ансбах, управлявшегося представителями дома Гогенцоллернов. В 1791—1806 годах относился к Пруссии.
- Карта на openstreetmap.
- Фотографии на Викискладе.

10. Augsburger Straße (Аугсбургер Штрассе, по-русски — улица Аугсбурга). Расположена между улицами Marbacher Straße (Марбахер Штрассе, по-русски — улица Марбаха) и Wimpfener Straße (Вимпфенер Штрассе, по-русски — улица Вимпфена). Полностью спальная улица.  Названа 16 августа 1935 года. Аугсбург, возникший в 47 году как римская крепость, в Средние века стал свободным имперским городом и столицей Швабского округа. Здесь расположен католический епархиальный центр Аугсбурга.
- Карта на openstreetmap.
- Фотографии на Викискладе.

## B
11. Balckestraße (Балькештрассе, по-русски — улица Бальке). Расположена между улицей Штайхауэра (Штайнхауэр-штрассе, Steinhauerstraße) и улицей «Мельница Пауля» (Паульсмюлен-штрассе, Paulsmühlenstraße). Названа в 1929 году после присоединения Бенрата к Дюссельдорфу. До этого времени называлась улицей Луизы (Луизен-штрассе, Luisenstraße). Улица названа в память промышленника Н. Бальке (N. Balcke), который в 1874 году вместе с Германом Флендером (Hermann Flender) основал в Бенрате трубное производство Balcke & Co. В 1899 году оно было преобразовано в акционерное общество Balcke, Tellering & Co. Позже это акционерное общество вошло в состав промышленного объединения «Рейнская Сталь» (Rheinischen Stahlwerke) Дуйсбурга. В дальнейшем производство в Бенрате было ликвидировано.
- Карта на openstreetmap.
- Фотографии на Викискладе.

12. Bamberger Straße (Бамбергер Штрассе, по-русски — улица Бамберга). Расположена между улицами Bayreuther Straße (Байройтер Штрассе, или по-русски — улица Байройта) и Süllenstraße (Зюллен-штрассе, по-русски — Зюленская улица (местный топоним). Названа 16 ноября 1934 года, до этого времени носила название Нюрнбергской улицы. Бамберг — административный центр (районный центр) в Верхней Франконии на реке Регниц. Центр католической епархии (с 1007 года) с историческим собором, освящённым в 1237 году.
Карта на openstreetmap.
Фотографии на Викискладе.
13. Bayreuther Straße (Байройтер Штрассе, по-русски — улица Байройта). Расположена между улицами Bamberger Straße (Бамбергер Штрассе, или по-русски — улица Бамберга и Forststraße (Форстштрассе, или по-русски — улица Лесная). Название новой улицы принято 21 августа 1931 года, а сама она была расширена 16 ноября 1934 года. Улица названа в честь города Байройта — столица Верхней Франконии (Бавария), который известен в Европе ежегодным проведением Вагнеровских музыкальных фестивалей.
Карта на openstreetmap.
Фотографии на Викискладе.
13. Benrather Marktplatz (Бенратер Марктплац, по-русски — Рыночная площадь Бенрата). Расположена между улицами Cäcilienstraße (Цецилиенштрассе, или по-русски — улица Кикилии и Hauptstraße (Хауптштрассе, или по-русски — Главная улица). Название площади принято в 1929 году, а до этого она носила название "Марктплац". Создана в 1892-1893 годах на территории бывшего монастырского сада сестер милосердия...  В 1909 году была изменена нумерация зданий. Дом 242 по улице Марктштрассе и дом 238 по улице Миттельштрассе стали домами 1,11 и 7 площади. Здание № 6 является памятником архитектуры и охраняется законом .  (нем.)
Карта на openstreetmap.
Фотографии на Викискладе.
13. Benrather Rathausstraße (Бенратер Ратхаусштрассе, по-русски — Бенратская Ратушная улица). Расположена между улицами Benrodestraße (Бенродештрассе, или по-русски — улица Бенроде)] и Marbacher Straße (Марбахер Штрассе, или по-русски — улица Марбаха). Название улицы принято в 1929 году, а до этого она носила название "Ратхаусштрассе". Улица состоит из двух отрезков, расположенных по обе стороны Ратуши Бенрата, построенной в 1905-1907 годах.. Спальная улица. Здание № 1 является памятником архитектуры и охраняется законом .  (нем.)
Карта на openstreetmap.
Фотографии на Викискладе.
- Benrather Schloßallee
- Benrather Schloßufer,
- Benrodesrtaße
- Bonner Straße,
- Börchemstraße
- Brockenstraße,
- Brucknerstraße
- Büngerstraße,
- Buscherhofstraße.

## C
- Cäcilienstraße. Улица Цецилии (Цецилиен-штрассе) расположена между улицей Гёрреса (Гёррес-штрассе, Görresstraße) и улицей Бёрхем (Бёрхем-штрассе, Börchemstraße). Улица названа в честь святой мученицы Цецилии, — покровительницы одноимённой католической церкви в Бенрате, казнённой в Риме в 232 году. Святая Цецилия является также покровительницей музыкантов.

26. Calvinstraße или Кальвин-штрассе, по-русски — улица Кальвина), — одна из старых улиц Бенрата. Названа в 1929 году именем известного евангелического проповедника Жана Кальвина (1509—1564) — французского богослова, реформатора церкви, основателя кальвинизма. Наименование улицы произошло после присоединения Бенрата к Дюссельдорфу. Вдоль улицы расположены главные евангелические заведения Бенрата — церковь Благодарения, дом престарелых Иоахим-Неандер-Хаус и 2 детских садика. Достопримечательностью улицы является охраняемая законом старая липовая аллея (насаждения липы европейской (Tilia x vulgaris), посаженной в 1928 году и зарегистрированной в кадастре аллей Северного Рейна Вестфалии под номером AL-D-0089.
- Карта на openstreetmap.
- Фотографии улицы на Викискладе.
- Фотографии липовой аллеи AL-D-0089 на Викискладе.

- Capitostraße
- Chopinstraße.

## D
- Demagstraße.

## E
11. Einsiedelstraße (Айнзидельштрассе, по-русски — улица Айнзиделя). Расположена между улицей Хильдена (Хильденер Штрассе, Hildener Straße) и улицей «Мельница Пауля» (Паульсмюленштрассе, Paulsmühlenstraße). Названа в 1929 году после присоединения Бенрата к Дюссельдорфу. До этого времени называлась Восточной улицей (Остштрассе, Oststraße). Улица названа в память монастыря Айнзидельн, располагавшегося на соседней улице Хильдена до 1934 года, а монастырь назван в память другого одноимённого монастыря, откуда в Бенрат была принесена копия чудотворного изображения Божией Матери Бенратской мадонны. На улице по адресу Айнзидельштрассе, 36-46а находится памятник архитектуры, охраняемый законом.
- Карта на openstreetmap.
- Фотографии на Викискладе.

31. Erich-Müller-Straße или Эрих-Мюллер-Штрассе, по-русски — улица Эриха Мюллера), — одна из старых улиц Бенрата. Названа в 1929 году именем местного предпринимателя-химика Эриха Мюллера, после присоединения Бенрата к Дюссельдорфу. До этого называлась Дворцовой улицей (Schloßstraße). Сформирована из двух участков: ближний к Бенратскому дворцу расположен между Бенратской Замковой Аллеей и Вест-штрассе. От Вест-штрассе нужно обогнуть евангелическую церковь Благодарения и её второй участок продолжается от Вест-штрассе до Мюнхенер-штрассе, в которую упирается тупиком без соединения. Эрих Миллер (1858—1925) носил звание коммерческого советника и был одним из основателей химического предприятия, специализировавшегося на производстве натуральных дубящих и красящих веществ для обувной и кожевенной промышленности. Эрих Мюллер являлся также активистом и сотрудником местной евангелической церкви. Благодаря его пожертвованиям появилась возможность строительства современной церкви Благодарения (Dankeskirche) в Бенрате. Достопримечательностью улицы является охраняемая законом старая аллея робинии ложноакациевой, зарегистрированная в кадастре аллей Северного Рейна Вестфалии под номером AL-D-0087.
- Карта на openstreetmap.
- Фотографии улицы на Викискладе.
- Фотографии робиниевой аллеи AL-D-0087 на Викискладе.

- Erlanger Straße.

## F
- Flenderstraße
- Flotowstraße
- Forststraße
- Frankfurter Straße
- Friedhofstraße (Фридхоф-штрассе, или Кладбищенская улица). Начинается от Hauptstraße (Хаупт-штрассе, или Главной улицы) и, извиваясь, протягивается мимо католического кладбища, принадлежащего церкви святой Цецилии, до пешеходного перехода под полотном железной дороги у станции Бенрат. До 1893 года называлась Kirchhofstraße (Кирххоф-штрассе, или улица Церковного подворья). До 1909 года номера домов именовались трехзначными цифрами от 210 до 300, позже нумерация изменилась на нормальную и по улице стояли дома от 1 до 11 (без номера 6), далее 15, 17, 19, 25, 27 (последний номер относился к улице Pritschauhof), затем номера 29, 29а, 31, 33, 37, 39 и 41. В настоящее время существуют только следующие номера зданий: нечётные — 1-9, 13-27, 35, 37, 37а; чётные — 12-22. Место бывшего здания № 11 в настоящее время занимает небольшой частный гараж, а до погрома 1938 года здесь размещалась синагога Бенрата. Об этом свидетельствует вмонрированная в дорожное покрытие мемориальная доска. Фотографии улицы здесь. Улица на карте города здесь, здесь, здесь и здесь.

## G
- Gluckstraße
- Görresstraße.

## H
- Händelstraße
- Harry-Piel-Platz
- Hasselsstraße
- Hauptstraße
- Haydnstraße
- Heinrich-Schütz-Straße
- Heubesstraße (Хойбесштрассе, по-русски — «Улица имени Хойбесса»).
- Heubesstraße
- Hildener Straße

48. Hospitalstraße или Хоспиталь-штрассе, по-русски — Больничная улица), — одна из старых улиц Бенрата. Названа в 1929 году после присоединения Бенрата к Дюссельдорфу. До этого времени носила название Эрика-штрассе (Erikastraße). Названа так потому, что на этой улице в 1892 году была построена первая больница Бенрата. На плане 1909 года новое современное название относилосm только к участку между Замковой Аллеей Бенрата (Benrather Schloßallee) и улицей Бенроде (Benrodestraße). В 1975 году, после рассечения улицы скоростной дорогой (современная дорога для автомобилей «Улица Мёехенская» (Münchener Straße) её длинный северный участок (ныне на территории административного района Райсхольц (Reisholz)) был переименован в улицу Карла Хомана (Karl-Hohmann-Straße). Достопримечательностью улицы является охраняемая законом старая платановая аллея, зарегистрированная в кадастре аллей Северного Рейна Вестфалии под номером AL-D-0048.
- Карта на openstreetmap.
- Фотографии улицы на Викискладе.
- Фотографии платановой аллеи AL-D-0048 на Викискладе.

- Hoxbachstraße
- Humperdinckstraße.

## I
- Im Diepental.

## J
- Jagenbergstraße
- Johannes-Hesse-Straße.

## K
- Kaiser-Friedrich-Straße
- Kallenbachstraße
- Kappeler Straße
- Karl-Hohmann-Straße
- Kleinstraße
- Koblenzer Straße
- Kolhagenstraße.

## L
- Leitenstorfferstraße
- Ludolfstraße.

## M
- Marbacher Straße
- Marschnerstraße
- Melanchthonstraße
- Meliesallee
- Münchener Straße (Мюнхенер Штрассе или Мюнхенская улица), — одна из наиболее длинных и скоростных улиц Дюссельдорфа. Это скоростная дорога для легковых автомобилей с раздельными полосами встречного движения по образцу автобана, но с ограничением скорости до 100 км/час, а местами и меньше, со светофорными перекрёстками и фото-контролирующими радарами. В пределах Бенрата находится только самый южный участок дороги, между улицей Paul-Thomas-Straße (Пауль-Томас-Штрассе или Павла-Фомы улицы) на северо-западе и Hildener Straße (Хильденер Штрассе или Хильденской улицей) на юге. В Бенрате на Мюнхенер Штрассе имеется три развязки: на Пауль-Томас-Штрассе, Цецилиен-штрассе и Хильденер Штрассе. Имеется переездной мост на Каппелер Штрассе и пешеходно-велосипедный переход на Хоспиталь-штрассе. Между Паульсмюлен-штрассе и Хильденер Штрассе дорога представляет двухполосную эстакаду на мощных опорах, поднятую над крышами домов Бенрата и снабжённую шумозащитными бетонными ограждениями. Под эстакадой в пределах ж. д. вокзала Бенрат обустроена автомобильная парковка с участком вело-парковки и центральная автобусная станция Бенрата, на которой могут останавливаться туристские автобусы. Парковка для автомобилей имеется и под мостом дороги на пересечении с Цецилиен-штрассе. Между Фридхоф-штрассе и Цецилиен-штрассе с юго-западной стороны Мюнхенер Штрассе (вдоль неё) проложена пешеходно-велосипедная дорожка, имеющая прямой выход к площади Гарри Пиля. До 1929 года бенраткий участок современной скоростной дороги (построенный после 1987 года) назывался Talstraße (Таль-штрассе или Долинная улица). Переименование связано с памятью курфюрста Карла Теодора, — строителя нового бенратского дворца, переехавшего в 1777 году в Мюнхен в связи с получением должности курфюрста Баварского. Фотографии смотрите здесь. Видеофильм улицы смотрите здесь. Карту улицы смотрите здесь.

## N
- Neuenkampstraße
- Nördlinger Straße
- Nürnberger Straße.

## P
- Paulistraße
- Paulsmühlenstraße
- Paul-Thomas-Straße
- Pfitznerstraße
- Pigageallee.

## R
- Regerstraße
- Rheinstahlstraße
- Richard-Strauss-Platz

## S
- Schimmelpfennigstraße
- Schloßparkstraße
- Schöne Aussicht («Щёне Аусзихт», или «Прекрасный вид»). Улица протягивается между «Бенратер Шлосс-аллее» («Benrather Schloßallee») и «Бенроде-штрассе» («Benrodestraße»). Названа 1 ноября 1941 года. До этого называлась «Ам Бёненклеппер» (Am Böhnenklepper). Ранее на противоположном берегу Рейна располагался крестьянский дом, называвшийся «Zur schönen Aussicht» («К прекрасному виду»).
- Schwarzer Weg
- Silcherstraße
- Sistenichstraße
- Sophienstraße (Софиенштрассе, 2 (Дюссельдорф))
- Spohrstraße
- Steinhauerstraße
- Steinkribbenstraße
- Südallee
- Süllenstraße.

## T
- Teichstraße
- Telemannstraße
- Telleringstraße.

## U
- Urdenbacher Allee.

## W
- Weststraße
- Wilhelm-Kienzl-Straße, Wilhelm-Rüther-Straße
- Wimpfener Straße.